# Шокпартогай
Шокпартога́й (каз. Шоқпартоғай) — село у складі Жилиойського району Атирауської області Казахстану. Адміністративний центр та єдиний населений пункт Караарнинського сільського округу.
Населення — 3110 осіб (2021; 2789 у 2009, 2478 у 1999, 1953 у 1989).